# 아이언 이글
《아이언 이글》(영어: Iron Eagle)는 1986년에 개봉한 미국 영화이다.

## 출연
- 제이슨 게드릭 - 더그
- 루이스 고셋 주니어 - 채피
- 제리 레빈 - 토니
- 데이비드 서쳇 - 나케쉬
- 팀 토머슨 - 더그의 아빠
- 멜로라 하딘 - 케이티
- 캐롤라인 라거펠트 - 더그의 엄마

## 한국어 더빙 성우진

### SBS (1992년 2월 29일)
- 故 오세홍 - 더그(제이슨 게드릭)
- 설영범 - 채피(루이스 고셋 주니어)
- 故 최병상 - 레지(래리 B. 스콧)
- 손원일 - 토니(제리 레빈)
- 故 백순철 - 마일로(로비 리스트)
- 윤기황 - 나케쉬(데이비드 서쳇)
- 권혁수 - 아빠(팀 토머슨)
- 이향숙 - 엄마(캐롤라인 라거펠트)
- 이성 - 군인(테리 윌스)
- 김환진 - 노처(마이클 보웬)
- 유해무 - 군인(마이클 올드렛지)
- 이봉준 - 장군(랜스 르골)
- 임은정 - 케이티(멜로라 하딘)
- 이선주 - 더그의 동생(로버트 제인)
- 김종환 - 학생(제이 풋틱)
- 박영화 - 킹슬리(데이빗 그린리)
- 김영민 - 공군 조종사(케빈 엘더스)
- 황미영 - 더그의 동생(캐시 와그너)

### MBC (2001년 5월 5일)
- 김영선 - 더그 매스터스 (제이슨 게드릭)
- 김기현 - 채피 대령 (루이스 고셋 주니어)
- 김용식 - 국방장관 (데이빗 서쳇)
- 박일 - 테드 매스터스(아버지) (팀 토머슨)
- 최원형 - 레지 (래리 B. 스콧)
- 표영재 - 토니 (제리 레빈)
- 최성우
- 안장혁
- 박지훈
- 변종필
- 김호성
- 엄현정
- 윤성혜
- 정남
- 김아영
- 김용준
- 송준석
- 고성일
- 최한